# Paris Hilton
Paris Whitney Hilton (Nueva York, 17 de febrero de 1981) es una empresaria, socialité, modelo, actriz, cantante, diseñadora, filántropa y DJ estadounidense.
Bisnieta de Conrad Hilton, fundador de Hilton Hotels & Resorts, Hilton se dio a conocer por su aparición en la serie de televisión The Simple Life junto con su compañera y mejor amiga de la infancia Nicole Richie. Asimismo, se la conoce por varios papeles secundarios en películas como Wonderland, The Cat in the Hat y La casa de cera. Lanzó su primer álbum de estudio en 2006, Paris, el cual aunado al exitoso «Stars Are Blind» debutó en el número uno de los Billboard Dance.
Como consecuencia de varios incidentes legales, Hilton cumplió una condena de amplia difusión en la cárcel del Condado de Los Ángeles, California, en 2007, después de haber sido acusada por conducir bajo los efectos del alcohol con un nivel de 0,08% de dicha sustancia en la sangre. En 2009 volvió a la música con su polémico sencillo «Paris for President», desafiando a todas las críticas sobre su estilo de vida, poniendo en despliegue sus ideas como si fuera a presentarse a la presidencia. En ese mismo año se dio a conocer que Hilton fue al mismo colegio que la famosa cantante pop Lady Gaga.
Es un claro ejemplo de lo que se llamaría una celebutante, una celebridad que se eleva a la fama no por su talento o trabajo, sino por su riqueza heredada y estilo de vida controvertido. Ahora posee una fortuna de 1.300 millones de dólares, que según ella "son frutos de las elevadas ventas obtenidas por sus 14 fragancias, su música, y otros trabajos".

## Primeros años
Paris Hilton nació en Nueva York. Es la primogénita de la actriz Kathy Hilton y Richard Hilton, bisnieta de Conrad Hilton y actual propietaria de la cadena Hilton Hotels & Resorts. Es la mayor de cuatro hermanos: Nicholai Olivia "Nicky" Hilton (nacida en 1983), su hermana, y dos hermanos, Barron Nicholas Hilton (nacido en 1989) y Conrad Hughes Hilton (nacido en 1994). Hilton es de ascendencia noruega, alemana, inglesa, irlandesa e italiana. Es la sobrina de dos estrellas infantiles de la década de 1970, Kim y Kyle Richards.
Paris Hilton se mudó entre casas exclusivas en su juventud, incluyendo una suite en el Hotel Waldorf-Astoria en Manhattan, Beverly Hills, y Los Hamptons. De niña fue buena amiga de otros retoños de la alta sociedad, incluyendo a Nicole Richie y Kim Kardashian. Asistió a su primer año de escuela secundaria en Marywood-Palm Valley School en Rancho Mirage, California, seguido de un breve tiempo en el Convento del Sagrado Corazón (al que asistió con Lady Gaga) y la Escuela Dwight en Nueva York para su segundo y penúltimo año. Luego, fue trasladada a Canterbury Boarding School, en New Mildford, Connecticut donde fue miembro del equipo de hockey sobre hielo. En febrero de 1999, fue expulsada por violar las reglas de la escuela y luego obtuvo su GED. En diciembre de 2007, el abuelo de Paris Hilton, Barron Hilton se comprometió con el 97 por ciento de su patrimonio a una organización caritativa fundada por su padre, la Fundación Conrad N. Hilton. Se hizo un compromiso inmediato de $1200 millones, con otros $1100 millones después de su muerte. Él citó las acciones de su padre como una motivación de su promesa. De acuerdo a los informes, la herencia potencial de sus nietos es considerablemente menor. El 27 de diciembre de 2007, Barron Hilton decidió donar a sus propias obras benéficas y no a sus nietas Nicky Hilton y Paris Hilton, el 97% de su fortuna, valorada en 2500 millones de dólares según él.

## Carrera
Hilton comenzó a modelar cuando era niña, inicialmente en eventos de caridad. Cuando tenía 19 años, firmó con la agencia de modelos del magnate Donald Trump, T Management. Hilton también trabajó con Ford Models en Nueva York, la Agencia Models 1 en Londres, Nous Model Management en Los Ángeles, y Premier Model Managemente en Londres. Ha aparecido en numerosas campañas publicitarias, incluyendo Iceberg Vodka, GUESS, Tommy Hilfiger, Christian Dior, y Marciano. En 2001, Hilton comenzó a desarrollar una reputación como un socialité, cuya fama comenzó a "extenderse más allá de los tabloides de Nueva York." Ha aparecido en varias revistas, incluyendo la edición de abril de 2004 de Maxim. También hizo una aparición sin créditos en el segmento de Brüno en el episodio de "Law and Order" de la serie de HBO Da Ali G Show.

### 2003-presente: Como actriz
Hilton ha hecho apariciones en varias películas, notablemente en Wonderland, y The Cat in the Hat. Hilton coprotagonizó con su amiga Nicole Richie en la serie de FOX The Simple Life, que se estrenó el 2 de diciembre de 2003. The Simple Life estuvo durante tres temporadas en FOX. El programa fue cancelado por FOX después de una disputa entre Hilton y Richie, pero fue posteriormente transmitida en E! para una cuarta y quinta temporada. A pesar de las negociaciones para una sexta temporada, la serie terminó al final de la quinta temporada. En marzo de 2008, se reportó que Hilton sería la estrella de un nuevo programa de MTV titulado Paris Hilton's My New BFF, sobre la búsqueda de un nuevo mejor amigo. La serie se estrenó el 30 de septiembre de 2008.

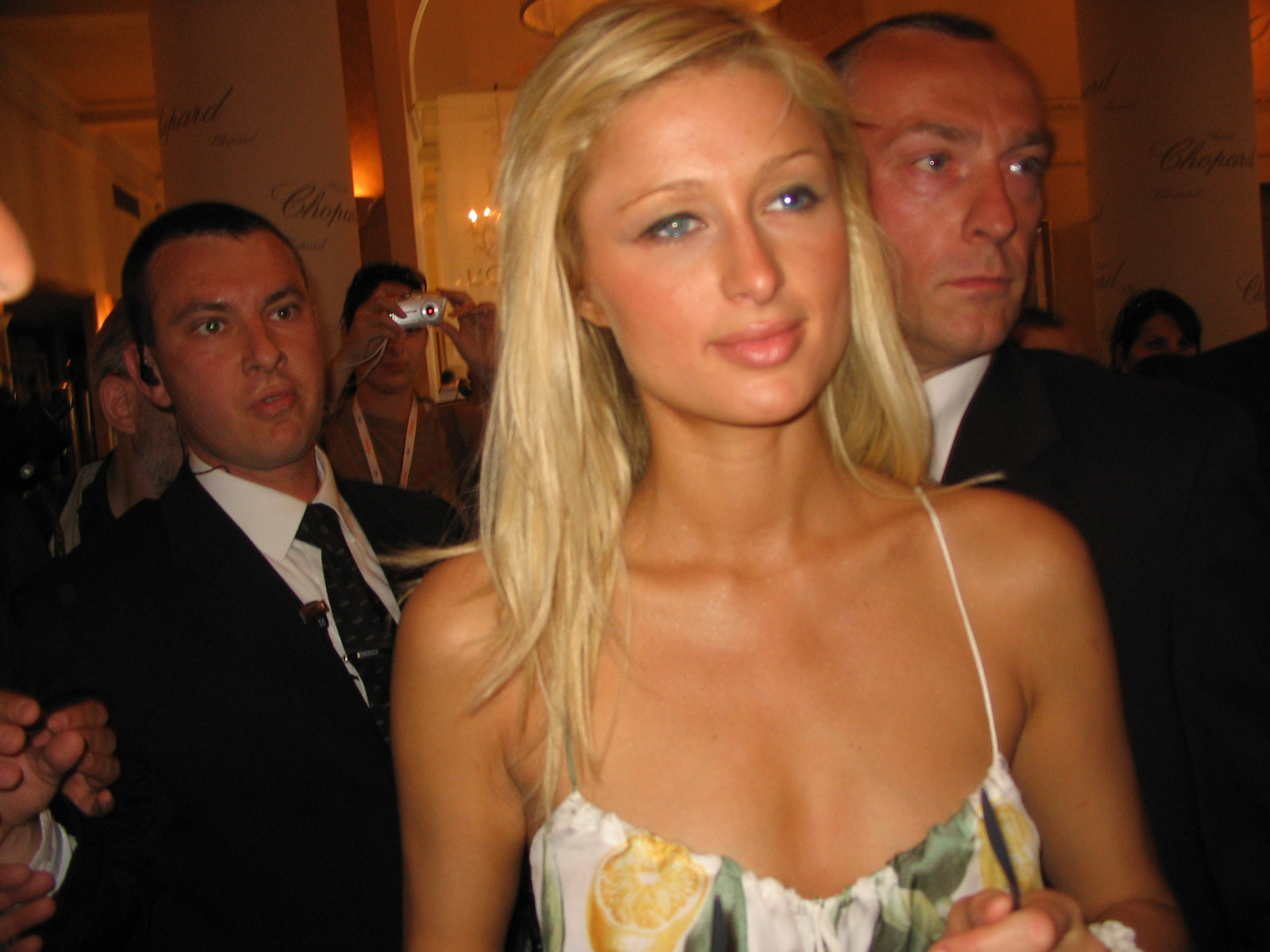
Paris en el Festival de Cannes de 2005.

Obtuvo papeles menores en películas como Nine Lives, Raising Helen, The Hillz, y La casa de cera. Su papel como Paige Edwards en House of Wax ganó el premio Teen Choice Award por "Mejor Grito" y le valió una nominación para "Elección de Actuación - Femenino.". También consiguió una nominación por "Mejor Actuación Asustada" en los MTV Movie Awards 2006. Obtuvo sus primeros papeles como protagonista en la película directa a vídeo National Lampoon's Pledge This! y Bottoms Up. Interpreta a Hottie en la comedia romántica The Hottie and the Nottie, lanzada en 2008. También tuvo una aparición menor como ella misma en An American Carol. Más recientemente, Hilton interpreta a Amber Sweet, la hija de un magnate en el musical Repo! The Genetic Opera. Los críticos han respondido positivamente a su actuación en la película, en donde canta y actúa. En una entrevista, el director de la película Darren Lynn Bousman reveló que él había negado elegir a Hilton para el papel de Amber Sweet. "Dije que no," dijo Bousman, "y la conocí, e inmediatamente encantó a todos en la habitación." En la misma entrevista, Bousman también reveló que Hilton tenía tantas ganas de obtener el papel que tenía el guion en su estadía en prisión en Los Ángeles, y utilizó su tiempo adentro para trabajar en su papel.
Hilton también ha aparecido como estrella invitada en los programas The O.C., The George Lopez Show, Las Vegas, American Dreams, Dogg After Dark, y Veronica Mars. Además, apareció en varios videos musicales, incluyendo "It Girl" por John Oates y "Just Lose It" por Eminem. Se está planeando una serie de dibujos animados siguiendo la vida animada de Hilton, su hermana Nicky, y su perro Tinkerbell, que comenzó a filmarse en septiembre de 2007. En abril de 2008, apareció en el episodio de My Name Is Earl, "I Won't Die with a Little Help from My Friends". El 29 de enero de 2009, comenzó Paris Hilton's British Best Friend, que se transmitió en ITV2 en Inglaterra. La segunda temporada de Paris Hilton's My New BFF se estrenó el 2 de junio de 2009. En junio de 2009, Hilton grabó Paris Hilton's Dubai BFF. La participante de la serie británica Kat McKenzie murió el 3 de julio de 2009, de una sobredosis.
Hilton protagonizó como invitada en el quinto episodio de la quinta temporada de Supernatural. "Paris Hilton interpreta a una criatura demoníaca que toma la forma de... Paris Hilton," dijo el creador y productor ejecutivo Eric Kripke. "Será divertido, un episodio irreverente y aquí en Supernatural estamos muy contentos que Paris accedió a hacerlo." Hilton protagonizó un episodio de I Get That a Lot en 2010, en CBS, como auxiliar de gasolina en una estación de servicio. El 1 de octubre de 2010, la estación de televisión Oxygen, transmitirá un nuevo reality que protagonizará Paris, el programa seguirá a Hilton en su vida de todos los días, el programa todavía no tiene nombre.

### 2004-presente: Como cantante

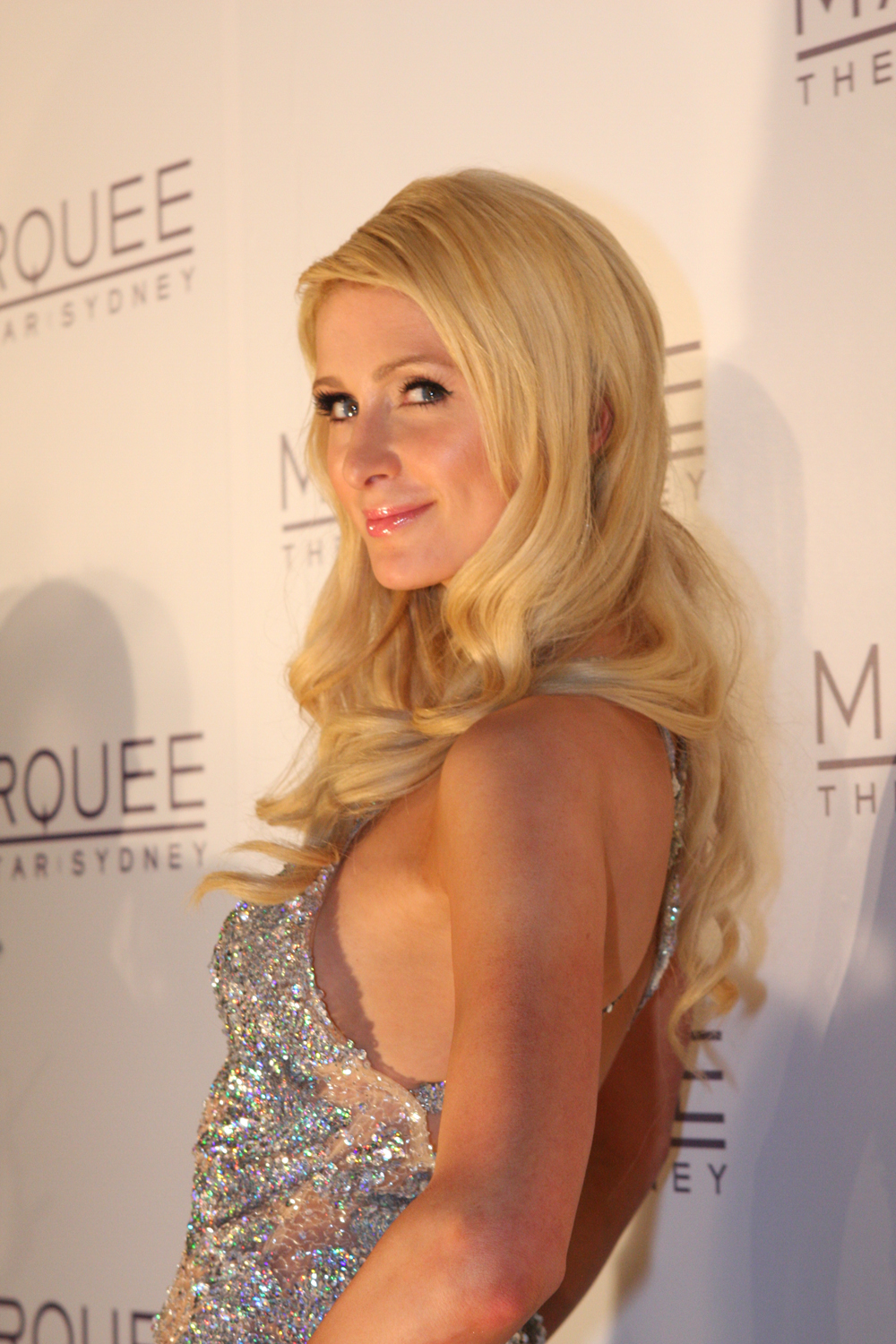
Paris Hilton en Marquee The Star 2012.

Hilton en 2004 fundó Heiress Records, un sello asociado en términos millonarios con Warner Bros. Records. Con mismo sello lanzó su álbum debut Paris. Aunque el álbum llegó al número seis en Billboard 200 durante una semana, su venta total fue baja. Sin embargo, el primer sencillo «Stars Are Blind», fue un top 10 en 17 países. Allmusic comentó que el álbum era "más divertido que cualquier cosa lanzada por Britney Spears o Jessica Simpson, y muy fresco también." Como una recepción total, los críticos fueron mixtos. Paris Hilton puede ser escuchada también en la banda sonora del musical Repo! The Genetic Opera. En una entrevista, el director, Darren Lynn Bousman, elogió su talento vocal. Cuando hablaba sobre la audición vocal de Paris para el papel, Bouseman dijo, "Le dimos la música y dije, 'Tienes un día para regresar y presentar esto.' Ella regresó al día siguiente, memorizó todo, fue perfecta, creo que fue asombrosa."
El 16 de julio de 2007, Hilton confirmó que estaba trabajando en un nuevo álbum con el productor Scott Storch. a lo que Hilton ha instalado un estudio profesional de grabación en su casa para trabajar en el álbum. El 30 de septiembre de 2008, Hilton estrenó su sencillo promocional «My BFF» en KIIS-FM con el anfitrión Ryan Seacrest, esto para dar promoción a su programa Paris Hilton's My New BFF.
El 1 de octubre de 2008 lanzó «Paris For President» como sencillo principal, aun así sin tener álbum que lo respalde, Mismo que anudo a un vídeo criticado por los medios, en noviembre del mismo año, Hilton habló con Entertainment Weekly detrás de escenarios en American Music Awards y les dijo que ha terminado su segundo álbum de estudio, afirmando que fue la autora de todos los temas del mismo.
En 2013 Hilton estreno en Brasil, mientras debutaba como DJ, el tema «Last Night» a dúo con el rapero Lil Wayne. Sin embargo no fue hasta mayo del mismo año, que Hilton confirmó el lanzamiento un nuevo álbum, mismo que mencionó que contendría trabajos musicales con el rapero Lil Wayne y según confirmaciones oficiales, el álbum será muy cercado e influenciado al género House. El 8 de octubre de 2013, Hilton lanzó su sencillo «Good Time», primera canción relevada de su segundo álbum de estudio. En 2014 lanzó el sencillo «Come Alive», que tuvo críticas negativas. Para el año 2015, Hilton lanza «High Off My Love» junto al rapero Birdman.

### 2004-2006: Como autora
En otoño de 2004, Hilton lanzó un libro autobiográfico, Confessions of an Heiress: A Tongue-in-Chic Peek Behind the Pose, coescrito por Merle Ginsberg, que incluye fotografías de ella y su consejo en vida como heredera. Hilton reportó que recibió un anticipo por $100,000 por este libro. Algunos de los medios de comunicación calificaron la escritura como amateur, y el libro fue parodiado por Robert Mundell en The Late Show with David Letterman. El libro se convirtió en lo más vendido en The New York Times. Hilton lo siguió con un libro de diseñador, con Ginsberg, llamado Your Heiress Diary: Confess It All to Me.
En septiembre de 2009, la frase de Hilton: "Vístete lindo dónde quiera que vayas, la vida es demasiado corta para mezclarse" ha sido agregada al Diccionario de Oxford de Citas.

## Estado de celebridad
Paris Hilton ha aparecido a menudo en la encuesta de FHM, como una de las 100 Mujeres Más Lindas. Es mencionada también en el Libro Guinness de los Récords como la "Mayor celebridad sobrevalorada." En una encuesta conducida por Associated Press y AOL, Hilton fue elegida la segunda "Peor Celebridad como Modelo a Seguir de 2006", detrás de Britney Spears. Algunos críticos indicaron que se trata de una personalidad "famosa por ser famosa".Al respecto, la agencia de noticias Associated Press propuso, en febrero de 2007, no realizar informes sobre ella durante una semana.

## Vida personal

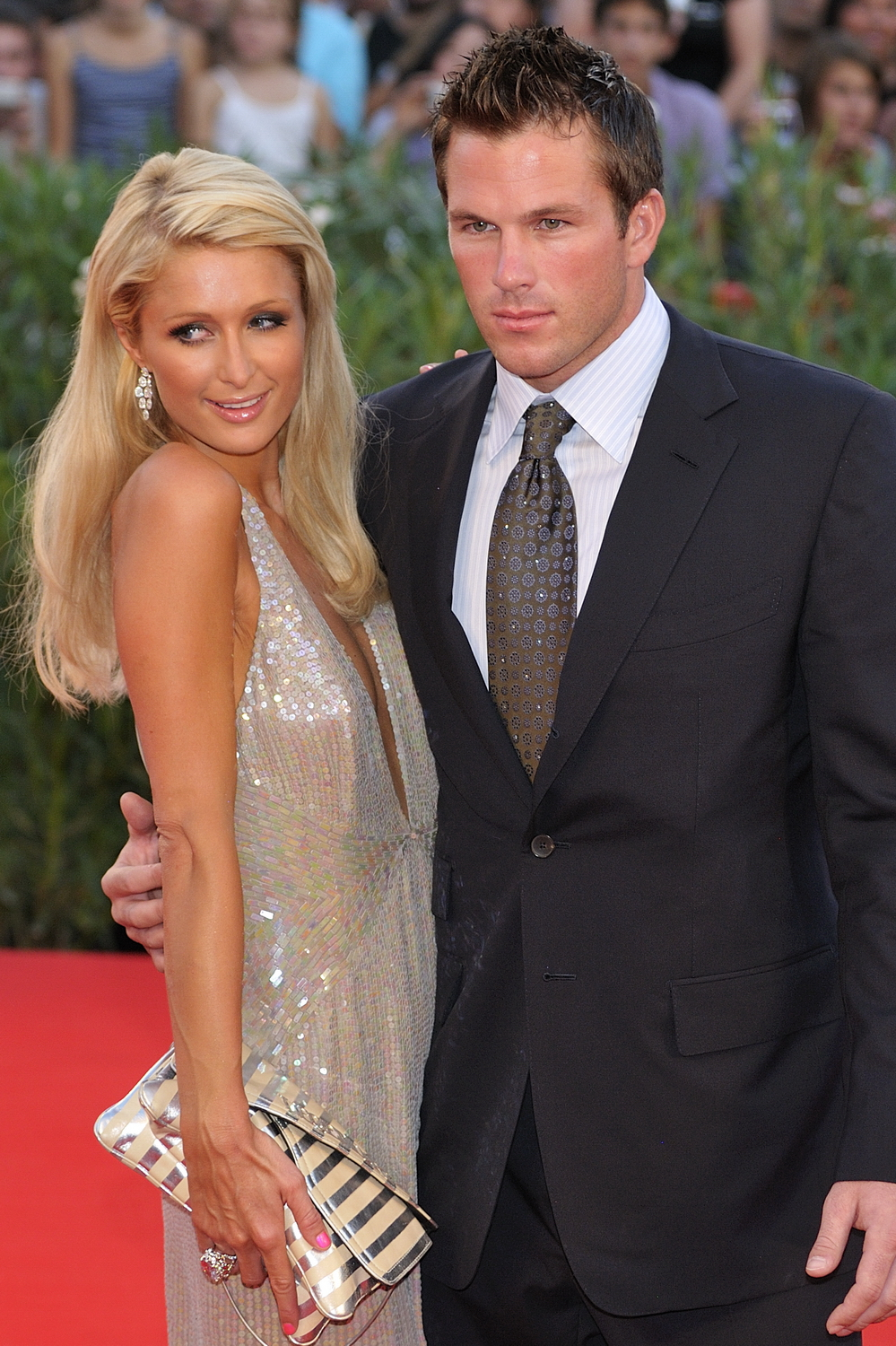
Paris Hilton con su exnovio Doug Reinhardt.

### Relaciones
Hilton estuvo comprometida con el modelo Jason Shaw, desde mitad de 2002 hasta 2003. Durante 2003, estuvo saliendo con Deryck Whibley de Sum 41. Justo después tuvo una relación con el cantante Nick Carter. Luego, estuvo comprometida con el heredero Paris Latsis, desde el 29 de mayo de 2005 a noviembre de 2005. Después, comenzó a salir con Stavros Niarchos III para fastidiar a Mary-Kate Olsen [cita requerida](novia de Stavros por aquel entonces que también salió con Whibley en 2002), antes de terminar en mayo de 2006. A principios de 2008, fue vista con el guitarrista de Good Charlotte, Benji Madden, y en mayo, Hilton anunció su intención de casarse con este durante una entrevista con David Letterman. Terminaron en noviembre de 2008, y "siguen siendo muy buenos amigos". Comenzó a salir con la estrella de The Hills Doug Reinhardt, en febrero de 2009; Hilton también ha referido su intención de casarse con Reinhardt, diciendo: «Él será mi esposo». La pareja terminó en junio de 2009, para regresar de nuevo en agosto de ese mismo año. El 13 de abril de 2010, Hilton informó que iba a separarse de Reinhardt porque la preocupaba que él la estuviera utilizando para continuar su carrera. Poco después de separarse de Reinhardt, Hilton comenzó a salir con Cy Waits, empresario y copropietario de la Discoteca Tryst y el club XS en Las Vegas. Hilton dijo en Live with Regis and Kelly: «Las relaciones de una noche no son para mí. Supongo que es asqueroso cuando lo dejas. Los chicos te quieren más si no se lo ofreces simplemente en un plato."
En 2012, Hilton comenzó una relación amistosa con el golfista River Viiperi, el mismo que en 2013 declaró "no sentirse intimidado por la fama de Paris". En julio de 2014, terminó su relación con el modelo River Viiperi. Desde febrero de 2017 hasta noviembre de 2018, la socialité salió con Chris Zylka.
El 17 de febrero de 2021, el día de su cumpleaños número 40, anunció su compromiso con Carter Reum. El 27 de julio de ese mismo año comenzó a circular la noticia de que Hilton estaba embarazada, sin embargo, la información fue desmentida ese mismo día por la propia Paris. El 11 de noviembre de 2021 contrajeron matrimonio en una residencia que perteneció a su abuelo en Bel-Air. Llevó un vestido diseñado por Oscar de la Renta. El 24 de enero del 2023 anunció en sus redes sociales el nacimiento de su hijo, un varón llamado Phoenix, a través de la subrogación. Su hija nació en noviembre de ese año.
Hilton ama a los perros pequeños, y vive con un chihuahua llamada Tinkerbell junto a otras mascotas. Paris Hilton es vista frecuentemente con Tinkerbell (llamado un "perro de accesorio") en eventos sociales y funciones, y en todas las cinco temporadas en el programa The Simple Life. En 2004, Tinkerbell "escribió" un libro de memorias, The Tinkerbell Hilton Diaries. El 12 de agosto de 2004, Tinkerbell desapareció después de que el apartamento de Hilton fuera robado, y se ofreció $5,000 para su retorno seguro. Fue encontrada seis días después. El 1 de diciembre de 2004, Tinkerbell fue vista con Paris Hilton de nuevo en varios eventos. Hilton también compró un Chihuahua el 25 de julio de 2007, de Pets of Bel Air en Los Ángeles. Tinkerbell falleció el 21 de abril de 2015 a los 14 años de edad. Hilton anunció la noticia a sus fans por medio de su perfil en Instagram, y declaró estar devastada, pues consideraba a Tinkerbell como un miembro de su familia.
El amor de Hilton por comprar perros pequeños de raza la llevó a crear una línea de ropa para perros llamada Little Lily by Paris Hilton, con algunos de los ingresos dirigidos para rescate de animales. «Tengo 17 perros y me gusta vestirlos, así que comencé a diseñar esta línea de ropa y es realmente tierna, como vestidos y jeans - todo lo que puedes imaginar para humanos, sino también para perros», dijo en una entrevista en las festividades durante Super Bowl XLII. El amor de Hilton por los perros de raza comprados la llevó al rumor que quería ser congelada con ellos en el Instituto Cryonics, pero Hilton negó el rumor en The Ellen DeGeneres Show.

### Video sexual y controversias
Un vídeo casero sexual de Hilton y su novio en ese entonces, Rick Salomon, se filtró en Internet en 2003, más tarde se lanzó como DVD, 1 Night in Paris a pesar de la acción legal intentada. Apareció una semana antes del estreno de The Simple Life. El 22 de enero de 2007, la vida privada de Hilton saltó a la atención de los medios con el lanzamiento de ParisExposed.com, un sitio web que muestra imágenes de documentos personales, vídeos, y otros materiales obtenidos. El sitio web comenzó a cobrar el acceso por este material y recibió 1.2 millones de visitantes en sólo 40 horas. Junto con el contenido aparecían medicaciones, diarios, fotografías, contratos y cartas de amor, como también el vídeo grabado por Joe Francis de Girls Gone Wild. El 3 de febrero de 2007, Hilton obtuvo una orden judicial temporal contra ParisExposed.com, cerrando la página. El 5 de febrero de 2007, Anderson Cooper de CNN discutió imágenes obtenidas de ParisExposed.com que muestra a Hilton utilizando los insultos como "negros", "chink", "jappy", y el término "maricón". Hilton fue robada por lo menos cinco veces por Bling Ring. En la mayoría de los casos sólo fue dinero y ropa. Durante su último robo en su hogar, un participante usualmente no presente como miembro del grupo robó cerca de $2 millones en joyas, llevándolo en una de sus bolsas de Louis Vuitton. Fue después de este robo cuando informó a la policía por haber sido robada.

### Problemas legales
En septiembre de 2006, Hilton fue arrestada y acusada de conducir bajo los efectos del alcohol con un nivel de alcohol en la sangre de 0.08%, el cual ilegaliza la conducción en California. La licencia de Hilton fue suspendida posteriormente en noviembre de 2006, y en enero de 2007 se declaró nolo contendere a un cargo de producción temeraria. Su castigo era de libertad condicional de 36 meses y multas de cerca de $1,500. El 15 de enero de 2007, Hilton fue detenida por conducir con una licencia suspendida y firmó un documento reconociendo que no le estaba permitido conducir. El 27 de febrero de 2007, Hilton fue atrapada conduciendo a 70 mph en una zona de 35 mph, de nuevo con una licencia suspendida. No tenía sus luces encendidas a pesar de que era de noche. Los fiscales en la oficina en la ciudad de los Ángeles acusaron que esas acciones, junto con el hecho de no inscribirse en un programa de educación sobre el alcohol por orden judicial, constituía una violación de términos de su libertad condicional.
El 4 de mayo de 2007, Hilton fue sentenciada por el juez Michael T. Sauer a 45 días de prisión por violar su libertad condicional. Inicialmente, Hilton planeó apelar la sentencia, pidiendo al gobernador de California Arnold Schwarzenegger por indulto. La petición fue creada y organizada el 5 de mayo de 2007, por Joshua Morales. En respuesta, varios oponentes comenzaron una contra-petición de mantener la pena. Ambas peticiones atrajeron decenas de miles de firmas. Hilton luego cambió de abogados y dejó sus planes de apelar.

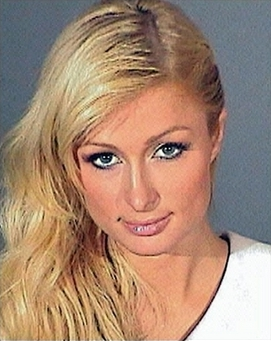
Mugshot de Paris Hilton en 2007.

Hilton fue requerida para comenzar su condena de prisión el 5 de junio de 2007, y estuvo en la Century Regional Detention Facility, una prisión de mujeres en Lynwood, California, después de asistir a los MTV Movie Awards 2007 el 3 de junio de 2007. El sheriff del condado de Los Ángeles, Lee Baca, firmó órdenes el 7 de junio, reasignando a Hilton a 40 días de arresto domiciliario con un dispositivo de monitoreo electrónico, debido a una condición médica no especificada. Baca comentó la liberación diciendo: «Mi mensaje a aquellos que no le gustan las celebridades es que castigar a las celebridades más que el promedio estadounidense no es justicia», explicando que bajo circunstancias normales, Hilton no hubiera servido tiempo en la prisión, y agregó que «el tratamiento especial, en un sentido, parece ser debido a su estado de celebridad... Ella tiene más tiempo en prisión». El mismo día que Hilton fue liberada de prisión, el juez Michael Sauer la convocó para aparecer en la corte a la mañana siguiente (8 de junio), ya que la declaración de condena decía explícitamente que serviría tiempo en prisión con "No permiso para trabajar. No libertad para trabajar. No vigilancia electrónica." En la audiencia, negó a ser informado por el abogado de Hilton en las cámaras privadas en la naturaleza de su condición y la envió de vuelta a prisión para servir su sentencia original de 45 días. Al escuchar la sentencia, Hilton gritó: «¡No es justo!» y se puso a chillar mientras pedía abrazar a su madre, que estaba presente en el tribunal. La preocupación sobre la condición de Hilton la llevó a trasladarse al ala médica del centro penitenciario Twin Towers Correctional Facility en Los Ángeles, y fue trasladada de nuevo a Century Regional Detention Facility, en Lynwood el 13 de junio.
Mientras estaba en prisión, Hilton fue influenciada por el sacerdote ministro Marty Angelo: Hilton se refirió diciendo "un nuevo comienzo" durante su entrevista con el anfitrión Larry King el 28 de junio de 2007, dos días después de haber sido liberada de prisión. El 2 de julio de 2010, Hilton fue acusada de fumar marihuana en la Copa Mundial de Fútbol de 2010 entre Brasil y Países Bajos. Fue acompañada desde el Estadio Nelson Mandela Bay por la policía local, el caso sin embargo fue desestimado por razones desconocidas. El publicista de Hilton, Dawn Miller, dijo: «Puedo confirmar que el incidente fue un completo malentendido y en realidad fue otra persona en el grupo quien lo hizo».
El 17 de julio de 2010, Hilton fue detenida y liberada después de ser capturada con posesión de cannabis en el Aeropuerto de Figari, Córcega.
El 28 de agosto de 2010, fue arrestada bajo sospecha de posesión cocaína en Las Vegas. Inicialmente, su defensa alegó que el bolso que contenía 0.8 gramos de cocaína no era de ella ya que "Este bolso en cuestión era una marca de calle - y no está en los estándares de alta costura." Luego, ella exigió algunos de los elementos personales (como dinero y tarjetas de crédito) de la bolsa reconocida que era de ella. Con el fin de evitar ser condenada por delito grave, Paris Hilton se declaró culpable de dos delitos menores el 17 de septiembre de 2010. Bajos los términos del acuerdo con el fiscal, fue sentenciada a un año de libertad condicional, 200 horas de servicio comunitario, una multa de $2,000 dólares y se le ordenó completar un programa de uso indebido de drogas. David Roger, fiscal, dijo: «Si es arrestada por cualquier cosa además de una infracción de tráfico menor, pasará un año en prisión. No habrá discusión. El tribunal no tendrá apreciación».
El 21 de septiembre de 2010, mientras viajaba a una conferencia de prensa en Tokio para promocionar sus líneas de moda y fragancias, Paris y su hermana Nicky fueron detenidas por oficiales de inmigración en el Aeropuerto de Narita, Japón, debido a la posesión de drogas de Paris un día anterior. Bajo las leyes estrictas de Japón contra las drogas, todas las personas sentenciadas por cualquier crimen de drogas están en una entrada negada. Los oficiales de Narita cuestionaron a Hilton "durante horas" y Paris y su hermana se vieron obligadas a dormir en el hotel del aeropuerto. El 22 de septiembre, las autoridades japonesas decidieron no permitir la entrada de Hilton al país y fue puesta en un avión de vuelta a Estados Unidos ese mismo día. Otras paradas en su gira asiática fueron canceladas, como los países Indonesia y Malasia, que tienen leyes más estrictas contra las drogas.
Durante el año 2020 Paris Hilton estrenó el documental "This is Paris"  sobre su vida privada como estrella e influencer. La biopic se estrenó en YouTube en el mes de septiembre.

### Maternidad
En enero de 2023 anunció en redes sociales. el nacimiento de su primer hijo, llamado Phoenix, a través de gestación subrogada y en noviembre del mismo año anunció el nacimiento de su hija London, también por gestación subrogada.

## Productos

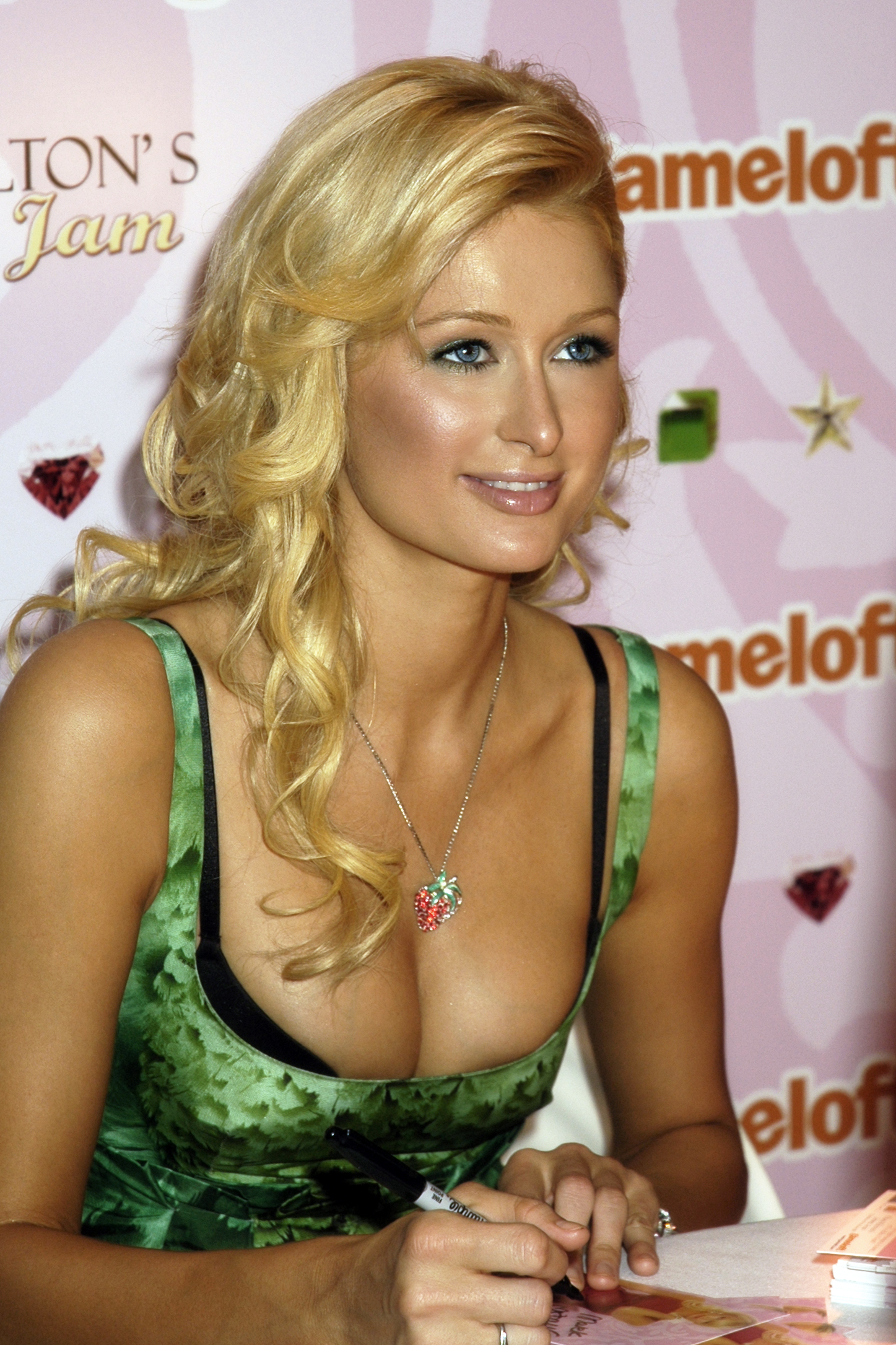
Paris Hilton en la firma de autógrafos por parte de la promoción de su videojuego Paris Hilton's Jewel Jam.

A lo largo de su carrera, Hilton lanzó variantes productos alrededor del mundo, tales como fragancias, juguetes, ropa y joyas.
Hilton ayudó a diseñar una colección de bolsos para la marca japonesa Samantha Thavasa, y también una línea de joyería para Amazon.com. En 2004, Hilton participó en la creación de una línea de perfume por Parlux Fragances. Originalmente para ser lanzada como algo pequeño, la alta demanda lo llevó a un lanzamiento antes de diciembre de 2004.
El lanzamiento fue seguido por un 47 por ciento en las ventas de productos Parlux, predominantemente debido a las ventas del perfume con la marca Hilton. Después del éxito del perfume de Hilton, Parlux Fragances lanzó perfumes con su nombre, incluyendo fragancias para hombres. Hilton lanzó una nueva fragancia en octubre de 2007, llamada Can Can. Esta es su cuarta fragancia para mujer después de Paris Hilton, Just Me y Heiress. Durante el mes de noviembre de 2008, Hilton lanzó su quinta fragancia para mujeres llamada, Fairy Dust. En julio de 2009, su sexta fragancia para mujeres Siren fue lanzada. En enero de 2007, Hilton lanzó la línea DreamCatchers de extensiones de cabello en colaboración con Hair Tech International. En agosto de 2007, Hilton firmó un acuerdo de licencia con Antebi para una firma de línea de calzados, "Paris Hilton Footwear", con tacones de aguja, de plataforma, y una colección deportiva, esperada en las tiendas en 2008. En mitad de agosto de 2007, Hilton lanzó una línea de tops, vestidos, abrigos, y pantalones en la boutique Kitson en Los Ángeles. En 2005, Hilton prestó su nombre a una cadena de clubes nocturnos pertenecidos por Fred Khalilian y conocido como Club Paris. Esta asociación terminó en enero de 2007 después de que ella fallara en asistir a varias apariciones programadas promocionales.
En diciembre de 2007, Hilton posó desnuda, cubierta de pintura dorada, para promocionar "Rich Prosecco", una versión en lata de un vino espumoso italiano. También viajó a Alemania para promocionar la bebida, apareciendo en varios anuncios impresos para el producto.
En febrero de 2010, Hilton participó en una campaña publicitaria para el lanzamiento de la cerveza brasileña Devassa Bem Loura, cuyo eslogan en español significa "una rubia muy perra". A pesar de los rumores causados por Paris en Río de Janeiro, Devassa capturó sólo el 0.2% del mercado a finales de 2010.
Hilton tiene su propio videojuego para teléfonos móviles, es una versión del juego Jewel Jam Llamado Paris Hilton's Jewel Jam, el cual consiste en juntar diamantes del mismo color.

## Discografía
| Álbumes de estudio - 2006: Paris - 2024: Infinite Icon | Sencillos - «Stars Are Blind» - «Turn It Up» - «Nothing in This World» - «Paris for President» - «Good Time» - «Come Alive» - «High Off My Love» - «Summer Reigh» |

Referencias:

## Filmografía
| Año       | Película                             | Papel                    | Notas |
| --------- | ------------------------------------ | ------------------------ | --- |
| 1992      | Wishman                              | Chica en la Playa        | |
| 2000      | Sweetie Pie                          |                          | |
| 2001      | Zoolander                            | Ella misma               | Cameo |
| 2002      | Nine Lives                           | Jo                       | |
| 2002      | QIK2JDG                              | Supermodelo              | |
| 2003      | L.A. Knights                         | Sadie                    | |
| 2003      | Wonderland                           | Barbie                   | Cameo |
| 2003      | The Cat in the Hat                   | Atractiva mujer del club | Cameo |
| 2004      | Las Vegas                            | Madison                  | Serie de televisión, 1 episodio: "Things That Go Jump in the Night" (1.14)                                                                           |
| 2004      | Win a Date with Tad Hamilton!        | Heather                  | |
| 2004      | George Lopez                         | Ashley                   | Serie de televisión, 1 episodio: "Jason Tutors Max" (3.18)                                                                                           |
| 2004      | The O.C.                             | Kate                     | Serie de televisión, 1 episodio: "The L.A. (1.22) |
| 2004      | The Hillz                            | Heather Smith            | |
| 2004      | Raising Helen                        | Amber                    | |
| 2004      | 1 Night in Paris                     | Ella misma               | Película pornográfica |
| 2004      | Veronica Mars                        | Caitlin Ford             | Serie de televisión, 1 episodio: "Credit Where Credit's Due" (1.2)                                                                                   |
| 2005      | American Dreams                      | Barbara Eden             | Serie de televisión, 1 episodio: "California Dreamin'" (3.15)                                                                                        |
| 2005      | La casa de cera                      | Paige Edwards            | Premio Teen Choice Award a Mejor Escena de Grito Nominada Teen Choice Award a Actriz Revelación Nominada MTV Movie Award a Mejor Actuación Dramática |
| 2006      | Bottoms Up                           | Lisa Mancini             | |
| 2006      | Pledge This!                         | Victoria English         | |
| 2008      | The Hottie and the Nottie            | Cristabel Abbott         | Premio Golden Raspberry por Peor Actriz Premio Golden Raspberry por Peor Pareja en Pantalla                                                          |
| 2008      | Repo! The Genetic Opera              | Amber Sweet              | Premio Golden Raspberry por Peor Actriz de Reparto                                                                                                   |
| 2008      | An American Carol                    | Ella misma               | |
| 2008      | Paris, Not France                    | Ella misma               | Documental biográfico sobre su carrera y escándalos                                                                                                  |
| 2009      | Me llamo Earl                        | Ella misma               | |
| 2008-2009 | Paris Hilton's My New BFF            | Ella misma               | Conductora |
| 2009      | Rex                                  | Paris                    | Película de televisión |
| 2009      | Pedal to the Metal                   | Jane                     | En producción |
| 2009      | Supernatural                         | Ella misma/Leshii        | Serie de televisión, 1 episodio: "Fallen Idols" (5.5)                                                                                                |
| 2010      | The Dog Who Saved Christmas Vacation | Bella                    | Película de ABC Family |
| 2013      | The Bling Ring                       | Ella misma               | Película de A24, American Zoetrope, NALA Films |